# Tori Kelly
Victoria Loren "Tori" Kelly (Wildomar (Californië), 14 december 1992) is een Amerikaanse singer-songwriter en muziekproducer, die al sinds haar veertiende op YouTube actief is; in de loop van de tijd heeft ze steeds meer erkenning gekregen. Toen ze 16 was, deed Kelly auditie voor het zangprogramma American Idol. Nadat ze dit programma had moeten verlaten, begon Kelly aan haar eigen muziek te werken. In 2012 bracht ze op eigen gelegenheid haar eerste ep, Handmade songs by Tori Kelly uit, waarvoor ze zelf de teksten schreef en het geluid mixte. In 2013 werd ze, mede op grond van haar video's op YouTube, geïntroducerd bij Capitol Records, en kreeg ze een manager. Kelly's tweede ep Foreword kwam uit in oktober 2013; het was haar eerste productie via een grotere maatschappij. Op 23 juni 2015 kwam Kelly's debuutalbum, Unbreakable Smile, uit. Het covernummer, Nobody Love, kwam in het voorjaar van 2015 uit. Dit was haar eerste nummer dat in de Amerikaanse Billboard Hot 100 verscheen. Kelly werd genomineerd als Beste Nieuwe Artiest op de 58e editie van de jaarlijkse Grammy Awards.
Op 14 september 2018 bracht ze haar tweede album uit, genaamd Hiding Place. Voor dit album won ze de Grammy voor beste gospelalbum. Het nummer Never Alone kreeg de Grammy voor beste gospellied.
Op 9 augustus 2019 bracht ze haar derde album Inspired by True Events uit. Veel van de liedjes op dit album zijn, zoals de naam van het album al zegt, geïnspireerd door echte gebeurtenissen. Zo is Coffee gebaseerd op de langeafstandsrelatie met haar man en is Your Words gebaseerd op het overlijden van haar grootvader.
- Bibliothèque nationale de France: cb16951044f (data)
- Gemeinsame Normdatei: 1079252150
- International Standard Name Identifier: 0000 0004 4420 7521
- Library of Congress Control Number: no2014160570
- MusicBrainz: e4b87494-a5eb-439d-b3bf-5f1b46d4dc6b
- Nationale Bibliotheek van Tsjechië: osa2016897711
- Virtual International Authority File: 312882008
- WorldCat: E39PBJyt3VwcKrpwW7hQGd6Myd